# Andreas Hartung
Andreas Hartung (* 14. August 1959 in Hamburg) ist ein deutscher Jurist. Er ist Richter am Bundesverwaltungsgericht.

## Leben und Wirken
Nach dem Abschluss seiner juristischen Ausbildung trat Hartung im Oktober 1990 in den Höheren Justizdienst des Landes Baden-Württemberg ein und wurde dort am Verwaltungsgericht Karlsruhe eingesetzt. Nach dem Ende seiner Proberichterzeit wurde Hartung im Oktober 1993 zum Richter am Verwaltungsgericht ernannt. Von April 1993 bis April 2000 war er an das baden-württembergische Justizministerium abgeordnet. 1996 wurde er mit der verwaltungsrechtlichen Arbeit 	Die privatnützige Planfeststellung von der Universität Freiburg zum Dr. iur. promoviert. Nach einem weiteren halben Jahr am Verwaltungsgericht Karlsruhe wurde Hartung ab Oktober 2000 bis Juni 2001 an den Verwaltungsgerichtshof Baden-Württemberg abgeordnet. Im Februar 2003 wurde Hartung zum Richter am Verwaltungsgerichtshof ernannt und endgültig an den Verwaltungsgerichtshof Baden-Württemberg in Mannheim versetzt. Im Mai 2009 wurde Hartung zum Richter am Bundesverwaltungsgericht gewählt. Diese Stelle trat er im Dezember 2009 an und wurde dem vor allem für das Recht des öffentlichen Dienstes zuständigen 2. Revisionssenat zugewiesen.